# جون س. أوسغود
جون س. أوسغود (بالإنجليزية: John C. Osgood)‏ هو شخصية أعمال أمريكي، ولد في 6 مارس 1851 في بروكلين في الولايات المتحدة، وتوفي في 3 يناير 1926 في Redstone, Colorado ‏ في الولايات المتحدة.